# Theodoros Grivas

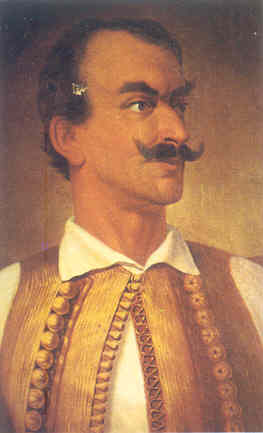
Theódoros Grívas.

Theodoros Grivas, känd som Theodorakis Grivas, född 1797 i Akarnanien, död den 24 oktober 1862, var en grekisk militär. Han var far till Dimitrios Grivas. 
Grivas deltog som en av rumelioternas anförare med utmärkelse i det grekiska frihetskriget och var sedermera en av de oroligaste palikarfigurerna i det nya Greklands politiska liv. Häktad 1834 som misstänkt för delaktighet i en sammansvärjning mot regeringen, togs han snart åter till nåder och användes till att med sina irreguljära krigare bekämpa andra oroselement. År 1844 gjorde han ett misslyckat insurrektionsförsök i Akarnanien, hvarefter han undgick efterräkningar genom att bege sig till Egypten. Han blev snart åter benådad och generalinspektör för den grekiska hären, men var 1847 inblandad i nya oroligheter, varefter han 1848 åter fick amnesti. Hans försök att i samband med det rysk-turkiska kriget uppvigla Epirus mot turkarna 1854 gynnades först av framgång, men efter nederlagen vid Metsovon och Domokós måste han fly till Tessalien. I oktober 1862 började han i Vonizza den upprorsrörelse, som ledde till kung Ottos störtande, men dog kort efter att resultatet blivit nått. 